# Arno Antonio Lise
Arno Antonio Lise (...) è un aracnologo e zoologo brasiliano.

## Biografia
Laureatosi presso l'Università Cattolica di Rio Grande do Sul nel 1961, ha assunto l'incarico di docente di zoologia presso la medesima università..
Ha l'incarico di revisore degli articoli di varie riviste di settore: Iheringia - Série Zoologia, Lundiana (UFMG), Revista Brasileira de Zoologia e Biota Neotropica.

## Campo di studi
Si interessa soprattutto della biodiversità aracnologica dell'America meridionale con particolare riferimento al Brasile. Esperto tassonomista, le sue pubblicazioni spaziano dai tomisidi ai salticidi, ai trecalidi, ai filodromidi e agli zodaridi. Inoltre ne studia l'etologia, l'ecologia e gli ecosistemi di cui fanno parte.

## Taxa descritti
1. Amapalea Silva & Lise, 2006, genere di ragni della famiglia Trechaleidae
2. Caricelea Silva & Lise, 2007, genere di ragni della famiglia Trechaleidae
3. Frespera Braul & Lise, 2002, genere di ragni della famiglia Salticidae
4. Nyetnops Platnick & Lise, 2007, genere di ragni della famiglia Caponiidae
5. Rejanellus Lise, 2005, genere di ragni della famiglia Thomisidae
6. Theriella Braul & Lise, 1996, genere di ragni della famiglia Salticidae
7. Acacesia graciosa Lise & Braul, 1996, ragno appartenente alla famiglia Araneidae
8. Caricelea camisea Silva & Lise, 2009, ragno appartenente alla famiglia Trechaleidae
9. Onocolus eloaeus Lise, 1980, ragno appartenente alla famiglia Thomisidae
10. Onocolus mitralis Lise, 1979, ragno appartenente alla famiglia Thomisidae
11. Sidymella kolpogaster Lise, 1973, ragno appartenente alla famiglia Thomisidae
12. Syntrechalea neblina Silva & Lise, 2010, ragno appartenente alla famiglia Trechaleidae
13. Titidius caninde Esmerio & Lise, 1996, ragno appartenente alla famiglia Thomisidae
14. Titidius gurupi Esmerio & Lise, 1996, ragno appartenente alla famiglia Thomisidae

## Taxa denominati in suo onore
1. Arnoliseus Braul, 2002, genere di ragni della famiglia Salticidae[1].
2. Abaetuba lisei Tourinho-Davis, 2004, opilione della famiglia Sclerosomatidae
3. Creugas lisei Bonaldo, 2000, ragno della famiglia Corinnidae
4. Cryptachaea lisei Buckup, Marques & Rodrigues, 2010, ragno della famiglia Theridiidae
5. Eustala lisei Poeta, 2014, ragno della famiglia Araneidae
6. Eutichurus arnoi Bonaldo, 1994, ragno della famiglia Miturgidae
7. Hasarius lisei Bauab & Soares, 1982, ragno della famiglia Salticidae
8. Latipes lisei Thome & Rodrigues Gomes, 1999, mollusco gasteropode della famiglia Veronicellidae
9. Metazygia arnoi Levi, 1995, ragno della famiglia Araneidae
10. Ocrepeira lisei Levi, 1993, ragno della famiglia Araneidae
11. Otavaloa lisei Huber, 2000, ragno della famiglia Pholcidae
12. Physalaemus lisei Braun & Braun, 1977, anuro della famiglia Leptodactylidae
13. Stenoterommata arnolisei Indicatti, 2008, ragno della famiglia Nemesiidae
14. Tupigea lisei Huber, 2000, ragno della famiglia Pholcidae
15. Transeius lisei Ferla & Silva, 2008, acaro della famiglia Phytoseiidae

## Opere e pubblicazioni
Di seguito l'elenco delle principali pubblicazioni aracnologiche:
- Lise, A.A. (1973). Contribuição ao conhecimento do gênero Sidyma no Brasil, com descrição de uma nova espécie (Araneae-Thomisidae). Iheringia (Zool.) 43: 3-47
- Lise, A.A. (1979a). Tomisídeos neotropicais I: Onocolus garruchus sp.n (Araneae - Thomisidae - Stephanopsinae). Iheringia 54: 67-76.
- Lise, A.A. (1979b). Tomisídeos neotropicais, IV: Onocolus mitralis sp. n. (Araneae, Thomisidae, Stephanopsinae). Revista Brasileira de Biologia 39: 487-492
- Lise, A.A. (1981a). Tomisídeos neotropicais V: Revisão do gênero Onocolus Simon, 1895 (Araneae, Thomisidae, Stephanopsinae). Iheringia (Zool.) 57: 3-97.
- Lise, A.A. (1981b). Tomisídeos neotropicais VI: Sidyma kolpogaster Lise, 1973: descrição do macho e nova ocorrência (Araneae, Thomisidae, Stephanopsinae). Iheringia (Zool.) 57: 129-135
- Brescovit, A.D. & Lise, A.A. (1993a). Novas espécies e ocorrências de aranhas dos gêneros Apodrassodes e Apopylus [sic] (Araneae, Gnaphosidae). Biociências 1: 101-110.
- Brescovit, A.D. & Lise, A.A. (1993b). Novas contribuições taxonômicas ao gênero Hibana Brescovit (Araneae; Anyphaenidae). Biociências 1: 111-120
- Lise, A.A. (1994). Description of three new species of Leprolochus Simon and additional illustrations of L. spinifrons Simon and L. birabeni Mello-Leitão (Araneae, Zodariidae). Biociências 2: 99-117.
- Braul, A. & Lise, A.A. (1996). Theriella, um novo gênero de Salticidae para a região Neotropical (Araneae). Biociências 4: 171-177
- Lise, A.A. & Braul Jr., A. (1996). Acacesia graciosa. a new species frpom the neotropical region (Araneae, Araneidae). Biociências 3: 179-184.
- Braul, A., Rocha-Silveira, M. & Lise, A.A. (1997). Descrição das fêmeas de Ashtabula sexguttata e Ilargus coccineus e do macho de Euophrys saitiformis (Araneae, Salticidae). Biociências 5: 141-150.
- Braul, A. & Lise, A.A. (1999). Description of Rudra dagostinae sp. n. and Rudra brescoviti sp. n., from Brazil (Araneae, Salticidae). Studies on Neotropical Fauna and Environment 34: 10-15
- Braul, A., Bertoncello, L.A. & Lise, A.A. (2000). Descrição do macho de Araneus horizonte Levi, 1991 (Araneae, Araneidae). Biociências 8: 123-126
- Bonaldo, A.B. & Lise, A.A. (2001). A review of the Neotropical spider genus Stephanopoides (Araneae, Thomisidae, Stephanopinae). Biociências 9: 63-80
- Braul, A. & Lise, A.A. (2002). Revisão taxonômica das espécies de Vinnius e a proposição de dois gêneros novos (Araneae, Salticidae). Biociências 10: 87-125
- Lise, A.A. (2005). Rejanellus, a new genus of Thomisidae (Araneae, Stephanopinae). Iheringia, Série Zoologia 95: 151-164.
- Lise, A.A., Ott, R. & Rodrigues, E.N.L. (2009). On the Neotropical genus Cybaeodamus (Araneae, Zodariidae, Storeninae). Iheringia, Série Zoologia 99: 259-272
- Lise, A.A. & Silva, E.L.C. da (2011). Revision of the Neotropical spider genus Berlandiella (Araneae, Philodromidae). Iheringia, Série Zoologia 101: 350-371.
- Lise, A.A., Kesster, C.C. & Silva, E.L.C. da (2015). Revision of the orb-weaving spider genus Verrucosa McCook, 1888 (Araneae, Araneidae). Zootaxa 3921(1): 1-105. [Erratum: Zootaxa 3956(4): 600]